# 朝請郎
朝請郎是中國隋代的文散官職，用來安置退休官員。簡稱朝請。
隋初開皇六年設置八郎，朝請列焉，“朝請”即覲見天子的意思。煬帝時，設朝請大夫、朝請郎，又有左朝請與右朝請之別，都是隸屬禮部的文散官。唐、宋時沿置朝散大夫、朝請郎，仍屬文散官。元朝廢朝請郎，僅保留朝請大夫。